# Morgan Kneisky
Morgan Kneisky, född den 31 augusti 1987 i Besançon, är en fransk tidigare bancyklist som blev trefaldig världsmästare i madison: 2013 i par med Vivien Brisse, 2015 med Bryan Coquard och 2017 med Benjamin Thomas. Därtill blev han världsmästare i scratch 2009.
Kneisky avslutade karriären 2021 och har sedan fortsatt som tränare/ledare. I oktober 2023 blev han utsedd till förbundskapten för det schweiziska banlandslaget.

## Meriter
| 2009 Världsmästare i scratch Fransk mästare i scratch Fransk mästare i madison med Kevin Fouache 2010 Fransk mästare i Poänglopp 2:a i madison vid Världsmästerskapen med Christophe Riblon 2011 Vinnare av Grenobles sexdagars med Iljo Keisse 3:a i poänglopp vid Världsmästerskapen 3:a i scratch vid Världsmästerskapen 3:a i madison vid Europamästerskapen med Vivien Brisse 3:a i Gents sexdagars med Marc Hester 2012 2:a i Grenobles fyradagars med Bryan Coquard 2013 Världsmästare i madison med Vivien Brisse Fransk mästare i madison med Julien Duval Vinnare av Grenobles fyradagars med Vivien Brisse 2014 3:a i madison vid Europamästerskapen med Vivien Brisse 3:a i scratch vid Franska mästerskapen 3:a i madison vid Franska mästerskapen med Philemon Marcel Millet | 2015 Världsmästare i madison med Bryan Coquard 2:a i Bremens sexdagars med Jesper Mørkøv 3:a i madison vid Europamästerskapen med Bryan Coquard 2016 2:a i madison vid Världsmästerskapen med Benjamin Thomas 2:a i madison vid Europamästerskapen med Benjamin Thomas 2:a i Rotterdams sexdagars med Christian Grasmann 2:a i Bremens sexdagars med Jesper Mørkøv 2:a i Fiorenzuolas sexdagars med Benjamin Thomas 2017 Världsmästare i madison med Benjamin Thomas Vinnare av Fiorenzuolas sexdagars med Benjamin Thomas 2:a i Gents sexdagars med Benjamin Thomas 2018 3:a i Rotterdams sexdagars med Benjamin Thomas 3:a i Turins sexdagars med Joseph Berlin-Sémon 3:a i madison vid Franska mästerskapen med Joseph Berlin-Sémon 2019 2:a i scratch vid Franska mästerskapen 3:a i omnium vid Franska mästerskapen 2020 2:a i Bremens sexdagars med Theo Reinhardt 3:a i Berlins sexdagars med Theo Reinhardt |